# Насіннєва шкірка

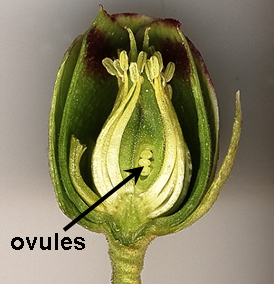
Розташування семязачатків всередині квітки Helleborus foetidus. Насіннєва шкірка оточує Насінний зачаток.

Насіннєва шкірка — структура, що зовні покриває і захищає зачаток у насінні від перенасичення вологою або пересихання.